# Зайвый, Фёдор Фёдорович
Фёдор Фёдорович Зайвый (26 марта 1931, Вознесенск, Николаевский округ, Украинская ССР — 11 февраля 2013, Николаев, Украина) — советский украинский партийный и государственный деятель, председатель Николаевского облисполкома (1975—1982).

## Биография
Родился в семье железнодорожника и колхозницы. Член КПСС с 1954 года. В 1953 году окончил Новобугский техникум механизации сельского хозяйства, в 1962 году — Высшую партийную школу, в 1965 году — Львовский сельскохозяйственный институт по специальности «инженер-механик сельского хозяйства».
В 1953—1958 годах — первый секретарь Новобугского РК ЛКСМУ, в 1963—1964 годах — инструктор отдела партийных органов Николаевского сельского обкома КПУ, 1964—1965 годах — главный инженер управления торговли минеральными удобрениями областного объединения «Сельхозтехника».
В 1965—1967 годах — на партийной работе, в 1967—1975 годах — первый секретарь Вознесенского райкома КПУ (Николаевская область), в 1975—1982 годах — председатель исполкома Николаевского областного Совета депутатов трудящихся (народных депутатов). Активно содействовал внедрению современных технологий в производство сельскохозяйственных культур, улучшению эксплуатации оросительных систем области, ускоренному внедрению индустриальной технологии выращивания кукурузы на зерно. В период его нахождения на должности была введена в эксплуатацию первая очередь областной туберкулезной больницы в поселке Сливино, открыты Первомайский мясокомбинат, Александровский завод силикатного кирпича. B юго-западной части Николаева были построены два крупных микрорайона общей площадью 840 тысяч квадратных метров и населением более 50 тысяч человек, был введен в эксплуатацию Днепро-Бугский морской порт мощностью 4,5 миллиона тонн переработки грузов в год, открыты Вознесенский кожевенный завод и Вознесенский завод прессовых узлов, Николаевский зоопарк начал работать на новой территории. Запущена первая очередь Николаевского глинозёмного завода, одного из крупнейших в Европе предприятий алюминиевой промышленности, открыт Ингульский мост.
В 1982—1983 годах — начальник Николаевского специализированного треста мясо-молочных совхозов, а затем — Николаевского областного производственного объединения совхозов. С 1983 года и до ухода на пенсию — заведующий отделом труда Николаевского облисполкома, затем — начальник областного управления труда и социальных вопросов. Находясь на пенсии, работал заместителем директора редакции газеты «Центральный рынок».
Избирался депутатом Верховного Совета УССР 10-го созыва, делегатом XXIV, XXV, XXVI съездов КПУ и XXV, XXVI съездов КПСС.

## Награды и звания
Награждён двумя орденами Трудового Красного Знамени, двумя орденами «Знак Почёта», медалями.